# 法團校董會
法團校董會是指香港所有根據《香港法例》第279章《教育條例》的第IIIB部而成立的校董會。根據上述條例成立的校董會，是法人代表，並且會得到香港教育局根據本章第40BN條而發出的法團證明書。
教統局希望透過強制學校成立法團校董會，使學校校董會變成學校的不同持分者所掌管。法團校董會的出現，使辦學團體原來的資助及管理的角色分開：辦學團體變成只負責提供資助，而學校的管理則由學校的不同持分者組成的法團校董會負責。一方面避免學校行政被少數人士操控，減少利益輸送的機會另外亦有助提高學校行政的透明度。
不過，教會學校普遍擔心容許教會以外人士參與校政，會使學校的教會背景聊備一格，失去與其他非教會學校的優勢。

## 緣起
- 李國章推行校董會法團化。
- 香港聖公會及天主教會強烈反對。
- 香港聖公會大主教鄺廣傑在聖保羅堂召開公開討論會，討論聖公會轄下小學對本議案的意見。與會者普遍認同鄺主教所擔心的地方，但對於教會應對做的回應卻有分歧。
- 陳日君公開反對本法案。

## 支持理據
家長能扮演監察者與家校溝通的橋樑角色，能升辦學效能與透明度

## 反對理據
家長未必有足夠專業知識的組織承諾參與校政，而家長校董本身存在角色衝突。部份與學校辦學理念不同，過度干涉或過度保護孩子的家長，則可能透過法團校董會增加對學校的影響力。

## 外部連結
- 相關法例 （页面存档备份，存于）
- 教育局：法團校董會相關資料 （页面存档备份，存于）
- 由教統局發出的法團校董會證明書 （页面存档备份，存于）：本圖是上水鳳溪廖萬石堂中學的法團校董會證明書。